# Сьюзен Слоун (тенісистка)
С'юзен Слоун (англ. Susan Sloane; нар. 5 грудня 1970) — колишня американська тенісистка.
Найвищу одиночну позицію світового рейтингу — 19 місце досягла 3 липня, 1989, парну — 202 місце — 26 жовтня, 1987 року.
Здобула 1 одиночний титул.
Найвищим досягненням на турнірах Великого шолома було 3 коло в одиночному розряді.
Завершила кар'єру 1993 року.

## Фінали турнірів WTA

### Одиночний розряд: 2 (1-1)
| Легенда                       |
| Турніри Великого шолома (0–0) |
| Турніри Туру WTA (0–0)        |
| Tier I (0–0)                  |
| Tier II (0–20)                |
| Tier III (0–0)                |
| Tier IV (0–1)                 |
| Tier V (1–0)                  |
| Вірджинія Слімс (0–0)         |

| Титули за покриттям |
| Тверде (1–1)        |
| Трава (0–0)         |
| Ґрунт (0–0)         |
| Килим (0–0)         |

| Результат | W/L | Дата     | Турнір       | Покриття   | Суперниця         | Рахунок       |
| --------- | --- | -------- | ------------ | ---------- | ----------------- | ------------- |
| Перемога  | 1–0 | Жов 1988 | Нашвілл, США | Тверде (i) | Беверлі Бовіс     | 6–3, 6–2      |
| Поразка   | 1–1 | Жов 1990 | Нашвілл, США | Тверде (i) | Наталія Медведєва | 3–6, 6–7(3–7) |